# Anglo-irakiska kriget
Anglo-irakiska kriget var ett krig mellan, i första hand, Storbritannien och Irak under andra världskriget. Kriget varade från 2 maj till 31 maj 1941.
Iraks regent, prins Abd al-Ila'h, störtades i en statskupp den 1 april 1941 som leddes av Rashid Alis. Rashid Alis ansågs vara emot brittiska intressen i Irak, bland annat oljeintressen, vilket ledde till att kriget inleddes av Storbritannien. Kriget resulterade i ett nederlag för Irak och att landet ockuperades av den brittiska armén. Därmed återkom den störtade probrittiska regenten av Irak, prins Abd al-Ila'h till makten. Nederlaget ledde till en ytterligare nationalistisk förbittring i Irak mot den brittiskstödda hashimitiska dynastin. Det torde även ha varit bakgrunden till Farhud-pogromen.

### Fotnoter
a Den 30 maj flydde Rashid Ali och hans anhängare till Persien. Klockan 04:00 på morgonen den 31 maj undertecknade borgmästaren i Bagdad ett vapenstillestånd på en bro över kanalen Washash.
b HMAS Yarra, representerade Australien, deltog till havs.
c HMNZS Leander, representerade Nya Zeeland, deltog till havs.
d Se Iraqforce; Habforce utgjorde en förstärkt brigadgrupp medan den styrka som var baserad vid RAF Habbaniya utgjorde den andra.
e 85 flygplan baserade vid RAF Habbaniya. 18 bombplan flögs till RAF Shaibah som förstärkning medan No. 244 Squadron RAF var redan baserade där utrustade med Vicker Vincents. No. 84 Squadron RAF ombaserades till RAF Aqir i Palestina för att stödja brittiska marktrupper under upproret. Fyra Bristol Blenheims ur No. 203 Squadron RAF flögs till RAF Lydda, även det i Palestina, för att flyga stridsuppdrag över Irak.